# Lazy Bill Hudson
Lazy Bill Hudson è un cortometraggio muto del 1912 diretto da C.J. Williams.

## Produzione
Il film fu prodotto dalla Edison Company.

## Distribuzione
Distribuito dalla General Film Company, il film - un cortometraggio di 140 metri - uscì nelle sale cinematografiche degli Stati Uniti il 18 settembre 1912. Nelle proiezioni, veniva programmato con il sistema dello split reel, accorpato in un'unica bobina con un altro cortometraggio prodotto dalla Edison, il documentario National Soldiers' Home, Virginia.